# Psychotria calceata
Psychotria calceata är en måreväxtart som beskrevs av Ernest Marie Antoine Petit. Psychotria calceata ingår i släktet Psychotria och familjen måreväxter. Inga underarter finns listade i Catalogue of Life.